# Fatemeh Mahdavian
Fatemeh Mahdavian (persisch فاطمه مهدویان; * 1970) ist eine ehemalige iranische Grasskiläuferin. Sie nahm zweimal an Weltmeisterschaften teil und erreichte zwei Podestplätze im Weltcup.

## Karriere
Mahdavians erstes Großereignis war die Weltmeisterschaft 2005 im iranischen Dizin. Sie konnte sich mit Platz neun im Riesenslalom und Rang 15 im Super-G jedoch nur im Schlussfeld klassieren. Im Slalom wurde sie nach einem Torfehler im ersten Lauf disqualifiziert. Ihre nächsten internationalen Bewerbe waren die Weltcuprennen im Juli 2007 in Dizin, wo sie in Abwesenheit der meisten Spitzenläuferinnen jeweils den dritten Platz im Super-G und im Riesenslalom erreichte. Am Ende der Weltcupsaison 2007 nahm sie auch an den Rennen im österreichischen Rettenbach teil, wo sie Fünfte in der Super-Kombination und Sechste im Riesenslalom wurde und damit als beste Iranerin den neunten Platz im Gesamtweltcup erreichte. Bei der Weltmeisterschaft 2007 im tschechischen Olešnice v Orlických horách vertrat sie als einzige Frau den Iran, konnte dabei aber nicht mit den Bestzeiten mithalten. Im Slalom belegte sie als Letzte der gewerteten Läuferinnen den achten Platz und im Super-G sowie in der Super-Kombination fuhr sie als Vorletzte bzw. Letzte jeweils auf Rang 14. Im Riesenslalom wurde sie im ersten Durchgang disqualifiziert. In der Saison 2008 nahm Mahdavian nur an den Weltcuprennen in Dizin teil, wo sie den neunten Platz im Super-G belegte, im Riesenslalom jedoch disqualifiziert wurde. Im Gesamtweltcup kam sie damit auf Platz 17. Danach bestritt sie keine internationalen Rennen mehr.

## Erfolge

### Weltmeisterschaften
- Dizin 2005: 9. Riesenslalom, 15. Super-G
- Olešnice v Orlických horách 2007: 8. Slalom, 14. Super-G, 14. Super-Kombination

### Weltcup
- Zwei Podestplätze, weitere dreimal unter den besten zehn